# پنج شب با فردی (فیلم)
پنج شب با فردی (به انگلیسی: Five Nights at Freddy's) یک فیلم ترسناک فراطبیعی آمریکایی به کارگردانی اما تامی است که بر اساس فیلمنامه‌ای که او با همکاری اسکات کاتن و ست کودبک نوشته و بر اساس فرنچایز بازی ویدیویی به همین نام است. جاش هاچرسون، متیو لیلارد، مری استوارت مسترسون، پایپر روبیو، کت کانر استرلینگ و الیزابت لیل در این فیلم به ایفای نقش می‌پردازند.
این فیلم برای اولین بار در آوریل ۲۰۱۵ با مشارکت برادران وارنر پیکچرز اعلام شد و گیل کنان برای کارگردانی و نویسندگی آن قراردادی منعقد کرد. پس از چندین تأخیر برای شروع تولید، برادران وارنر در نهایت روند پروژه را تغییر داد درآورد و کنان دیگر از عوامل آن نبود. در مارس ۲۰۱۷، اعلام شد که بلوم هاوس پروداکشنز این فیلم را تولید خواهد کرد. قرار بود کریس کلمبوس این فیلم را در فوریه ۲۰۱۸ بنویسد و کارگردانی کند. بعداً، کلمبوس پروژه را ترک کرد و تامی در اکتبر ۲۰۲۲ به عنوان کارگردان و یکی از نویسندگان جایگزین او شد. فیلمبرداری اصلی در فوریه ۲۰۲۳ در نیواورلئان آغاز شد و در ۳ آوریل همان سال به پایان رسید.
فیلم پنج شب با فردی در تاریخ ۲۷ اکتبر ۲۰۲۳ توسط یونیورسال پیکچرز به‌طور همزمان در سینماها و در سرویس استریم پیکاک در ایالات متحده اکران شد.

## خلاصه داستان
مایک اشمیت، یک نگهبان امنیتی، یک کار شبانه را در پیتزای فردی فزبر، یک مرکز سرگرمی خانوادگی، آغاز می‌کند؛ تا جایی که متوجه می‌شود با چهار طلسم انیماترونیک‌های رستوران شروع به حرکت می‌کنند و هرکسی که هنوز بعد از نیمه شب آنجاست را می‌کشند.

## بازیگران
- جاش هاچرسون در نقش مایک اشمیت
- متیو لیلارد در نقش ویلیام افتن / استیو راگلان
- مری استوارت مسترسون در نقش عمه / خاله جن
- پایپر روبیو در نقش ابی اشمیت
- کت کانر استرلینگ در نقش مکس
- الیزابت لیل در نقش ونسا منرو
- وایت پارکر در نقش جوانی مایک
- جسیکا بلکمور در نقش مامان مایک
- جوزف پولیکین در نقش کارل
- کریستین استوکس در نقش هنگ
- کوین فاستر در نقش فردی فزبر
- جس وایس در نقش چیکا
- جین کیندار مارتین در نقش بانی
- دیوید لیند در نقش جف
- گریت هینس در نقش پدر مایک
- جولیا بلنوا در نقش سیدنی
- تاداسای یانگ در نقش دکتر لیلیان
- مایکل پی سالیوان در نقش داگ

## تولید

### توسعه

#### برادران وارنر پیکچرز(۲۰۱۷–۲۰۱۵)
کمپانی برادران وارنر در آوریل ۲۰۱۵ اعلام کرد که حقوق فیلم سری بازی‌های ویدیویی پنج شب با فردی را به دست آورده‌است. روی لی، دیوید کاتزنبرگ و ست گراهام اسمیت قرار بود این اقتباس را تهیه کنند. گراهام اسمیت اظهار داشت که آنها با خالق سری اسکات کاتن برای ساختن یک فیلم «دیوانه کننده، وحشتناک و عجیب و غریب» همکاری خواهند کرد. در جولای ۲۰۱۵، گیل کنان برای کارگردانی اقتباس و نویسندگی آن با تایلر برتون اسمیت قرارداد امضا کرد.
در ژانویه ۲۰۱۷، کاتن اظهار داشت که تا حدی به دلیل «مشکلاتی در کل صنعت سینما»، فیلم با چندین «تأخیر و موانع روبرو شد» و «به نقطه اول بازگشت»، اما او قول داد ساخت فیلم را به اتمام برساند.
در مارس ۲۰۱۷، کاتن تصویری را در توییتر منتشر کرد و اعلام کرد که فیلم یک شرکت تولید جدید دارد. در مه ۲۰۱۷، جیسون بلام تهیه‌کننده گفت که هیجان‌زده‌است و از نزدیک با کاتن در ساخت اقتباس همکاری می‌کند. در ژوئن ۲۰۱۷، کنان گفت که پس از تغییر روند ساخت فیلم توسط برادران وارنر، دیگر کارگردانی فیلم را برعهده ندارد.

#### بلوم هاوس پروداکشنزویونیورسال پیکچرز(۲۰۱۷-اکنون)
در فوریه ۲۰۱۸، اعلام شد که کریس کلمبوس کارگردانی و نویسندگی این فیلم را بر عهده خواهد داشت، علاوه بر این، آن را در کنار بلام و کاتن تهیه می‌کند.
در اوت ۲۰۱۸، کاتن اعلام کرد که اولین پیش نویس فیلمنامه فیلم، که او با نویسنده سه‌گانه رمان پنج شب در فردی، کیرا برید-وریسلی نوشته بود، تکمیل شد و شامل وقایع اولین بازی از این سری خواهد شد. در همان ماه، بلام در توییتر نوشت که هدف این فیلم اکران در سال ۲۰۲۰ است. در نوامبر، کاتن اعلام کرد که فیلمنامه‌اش برای این فیلم، علی‌رغم اینکه کلمبوس و بلام آن را دوست داشتند، توسط او کنار گذاشته شد، زیرا او ایده متفاوتی برای داستان داشت، ایده‌ای که او آن را بیشتر می‌پسندید. این امر به تأخیر بیشتر فیلم کمک کرد و کاتن مسئولیت آن را بر عهده گرفت.
در سپتامبر ۲۰۲۱، بلام فاش کرد که کلمبوس دیگر درگیر این پروژه نیست، اما فیلم هنوز در حال توسعه است. در اکتبر ۲۰۲۲، اما تامی برای کارگردانی فیلم علاوه بر نویسندگی در کنار کاتن و ست کودبک اعلام شد.

### ضبط
در دسامبر ۲۰۲۲، جاش هاچرسون و متیو لیلارد به عنوان نقش‌های فاش نشده به فهرست بازیگران پیوستند. یوتیوبر محبوب داوکو بعداً در جریان پخش زنده فاش کرد که هاچرسون نقش محافظ امنیتی مایک اشمیت و لیلارد نقش شرور اصلی ویلیام افتون را به تصویر می‌کشد. او همچنین فاش کرد که مری استوارت مسترسون و پایپر روبیو به ترتیب به عنوان یک شرور زن ناشناس و خواهر کوچکتر مایک، ابی به بازیگران اضافه شده‌اند. در مارس ۲۰۲۳، گزارش شد که کت کانر استرلینگ و الیزابت لیل نیز در این فیلم بازیگر شده‌اند.

## انتشار
فیلم پنج شب با فردی به‌طور همزمان در سینماها و در پیکاک در ایالات متحده توسط یونیورسال پیکچرز در تاریخ ۲۷ اکتبر ۲۰۲۳ اکران شد.

## بازخورد

### گیشه
در ایالات متحده و کانادا، پیش‌بینی می‌شود که این فیلم در آخر هفته افتتاحیه خود در حدود ۵۰ میلیون دلار از ۳۵۵۰ سینما فروش داشته باشد. این فیلم ۱۰٫۳ میلیون دلار از پیش‌نمایش‌های پنج‌شنبه شب به دست آورد، که بزرگ‌ترین فیلمی است که تا به حال پخش می‌شود.

### نظرات انتقادی
در وب‌سایت جمع‌آوری نقد راتن تومیتوز، ۲۵٪ از ۹۲ نقد منتقد با میانگین امتیاز ۴٫۵ از ۱۰ مثبت هستند. متاکریتیک، که از میانگین استفاده می‌کند، بر اساس ۲۲ منتقد، امتیاز ۲۹ از ۱۰۰ را به فیلم اختصاص داد که نشان دهنده نقدهای «به‌طور کلی نامطلوب» است.
مرتضی الفادل از ورایتی احساس می‌کرد که از شخصیت‌های انیماترونیک کم‌استفاده شده‌است، و در عوض فیلم بر روی «طرح و داستان گیج‌کننده‌ای برای قهرمان داستان» تمرکز می‌کند. او همچنین از فقدان درک شده از جامپ اسکرهای مؤثر انتقاد کرد و نتیجه گرفت: «در تلاش برای انطباق بازی برای صفحه، آنها فراموش کردند که چه چیزی بازی اصلی را خاص می‌کند و خنده‌های ناخواسته را از داستان عجیب آن به جای سرگرم کردن مخاطبان به همراه می‌آورد». دیلن راث از نیویورک آبزرور به فیلم امتیاز ۱ از ۵ داد و نوشت: «پرش ترسناک وجود دارد، اما هیچ هیجان واقعی وجود ندارد. شوخی وجود دارد، اما خنده واقعی وجود ندارد».
بنجامین لی از گاردین امتیاز ۲ از ۵ را داد و استدلال کرد: «هیجان کم خطر و آخر شبی که ما از مطالب انتظار داریم هرگز به دست نمی‌آید، به دلیل ترکیبی از خویشتن داری غیرقطعی و خودبزرگ بینی نابجا. پنج شب با فردی به نحوی گیر و دار برای عبور است و تا صبح به سرعت فراموش می‌شود». ناتالیا وینکلمن از نیویورک تایمز نیز انتقادات مشابهی را بیان کرد: «...[اگرچه] پنج شب در فردی، بر اساس یک سری بازی ویدیویی محبوب مانند مگان به استعداد کمدی ترسناک می‌پردازد، این اقتباس دلخراش و ملایم هرگز به لذت‌های ترکیبی یک فیلم نمی‌رسد. ممکن است بخندید، اما تشخیص این که آیا فیلم با شما می‌خندد، دشوار است».